# Georg Karl Rinck von Wildenberg
Georg Karl Rinck von Wildenberg (* 1. April 1794 in Schaffhausen, Schweiz; † 2. Juni 1860 in Bozen, Österreich-Ungarn) war ein Schweizer Politiker.

## Biografie
Georg Karl Rinck von Wildenberg entstammte dem Wildensberger Zweig der Bündner Familie Ringg von Baldenstein. Sein Vater war der Ratsherr und Stadtrichter Johann Conrad Rinck von Wildenberg. Ab 1812 studierte er Rechtswissenschaften an der Universität Göttingen.
Ab 1817 war Rinck zweiter Ratsschreiber und ab 1825 Staatsschreiber, d. h. Generalsekretär der Kantonsregierung und in dieser Funktion administrativer Leiter der Staatskanzlei des Kantons Schaffhausen. 1826 wurde er Abgeordneter des Kantonsrats von Schaffhausen. Ab 1828 sass er im Auffallsrat, dem Konkursgericht in Schaffhausen. Zudem war er Vorsteher der französischen Kirche, der Kirche für die französischsprachige Bevölkerung. 1830/31 und 1842/43 war er Mitglied des Verwaltungsrats der eidgenössischen Kriegsgelder.
Ausserdem führte Rinck von Wildenberg gemeinsam mit dem Stadtkassier Heinrich Eberhard Im Thurn ein «Allgemeines Geschäftsbureau», welches 1844 in Insolvenz geriet. Beide Geschäftspartner setzten sich daraufhin ins Ausland ab. In die Unterschlagungen seines Geschäftspartners verwickelt, wurde Rinck von Wildenberg 1847 von einem Kriminalgericht in Abwesenheit wegen mehrfachen Betrugs verurteilt.